# Maria Lanzendorf
Maria Lanzendorf is een gemeente in de Oostenrijkse deelstaat Neder-Oostenrijk, gelegen in het district Bruck an der Leitha (BL). De gemeente heeft ongeveer 1900 inwoners.

## Geografie
Maria Lanzendorf heeft een oppervlakte van 1,69 km². Het ligt in het noordoosten van het land, vlak bij de hoofdstad Wenen.
Van 1954 tot en met 31 december 2016 hoorde de gemeente bij het district Wien-Umgebung. Sinds de opheffing van dit politieke district per 1 januari 2017 maakt Maria Lanzendorf deel uit van het district Bruck an der Leitha (BL).
Ebergassing · Fischamend · Gablitz · Gerasdorf bei Wien · Gramatneusiedl · Himberg · Klein-Neusiedl · Klosterneuburg · Lanzendorf · Leopoldsdorf · Maria Lanzendorf · Mauerbach · Moosbrunn · Pressbaum · Purkersdorf · Rauchenwarth · Schwadorf · Schwechat · Tullnerbach · Wolfsgraben · Zwölfaxing
- Gemeinsame Normdatei: 4427260-1
- Nationale Bibliotheek van Tsjechië: ge903481
- Virtual International Authority File: 242275718
- WorldCat: E39PBJyhbjYt7pKW3frk88qRKd